# Lauren Brant
Lauren Marie Brant (Bloemfontein, Sudáfrica, 24 de febrero de 1989) es una actriz y personalidad televisiva nacida en Sudáfrica y nacionalizada australiana. Obtuvo reconocimiento internacional luego de integrar el grupo musical infantil australiano Hi-5. 

.

## Primeros años
Brant nació en Sudáfrica y años después se trasladó a Gold Coast en Australia. Empezó a cantar, modelar y actuar desde una edad muy temprana.

## Carrera

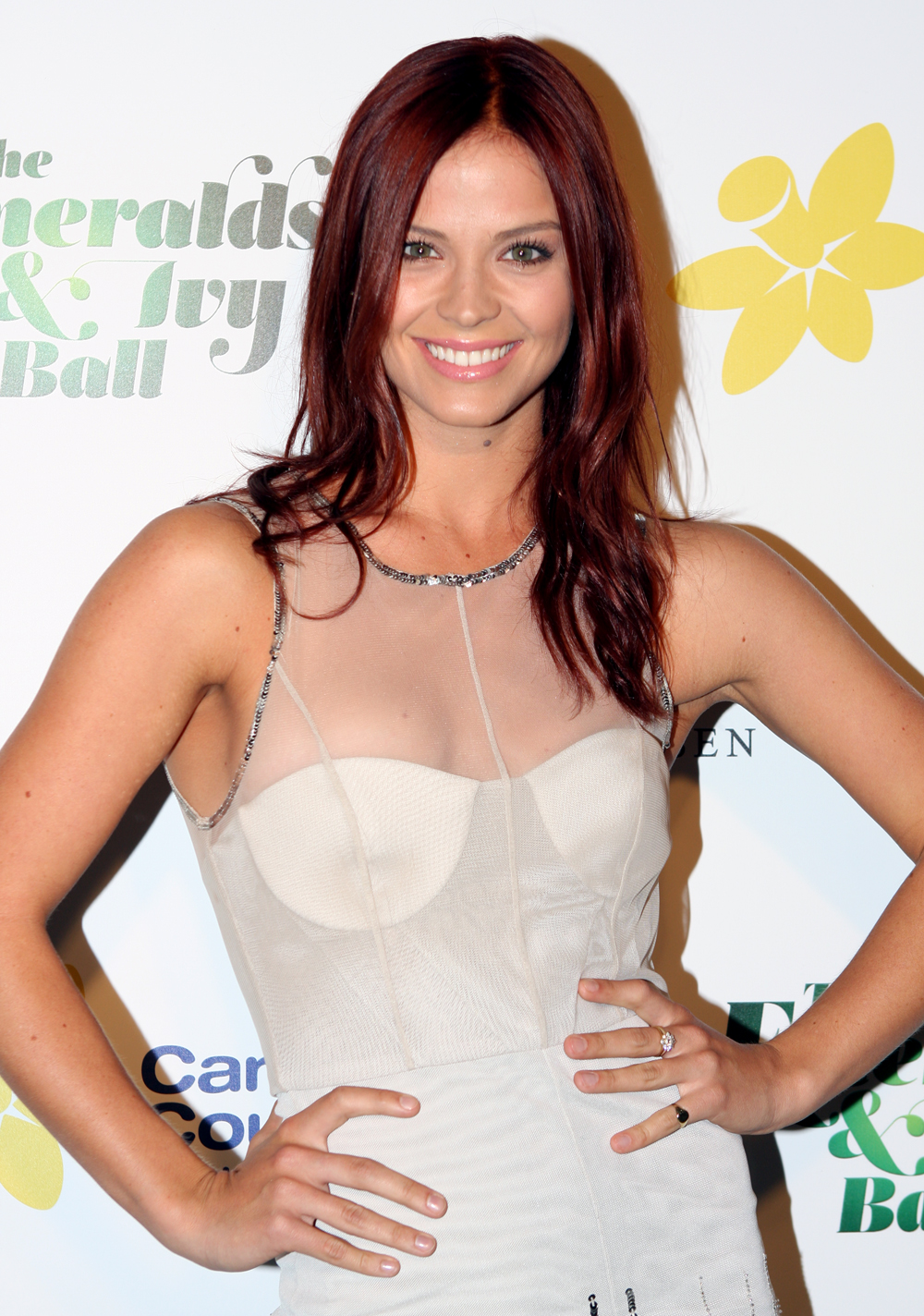
Brant en 2012

Inició su carrera como actriz figurando en algunas producciones para televisión en Australia. En 2007, Brant apareció en la serie de corte fantástico H2O: Just Add Water. Figuró además en otras producciones para televisión en el país oceánico como The Strip, Mortified, The Starter Wife y Are We There Yet? También ha aparecido en producciones de teatro, como el espectáculo Humphrey Bear en 2007.
En 2009, ya a los 20 años, integró el grupo musical Hi-5 junto con Fely Irvine y Tim Maddren. Con Stevie Nicholson y Casey Burgess formaron una alineación conocida como la «segunda versión» del grupo.Brant permaneció en Hi-5 durante cinco años y medio, hasta 2014.Se refirió a su experiencia con el grupo como «el viaje más sorprendente que he vivido».
Acto seguido participó en el programa de telerrealidad I'm a Celebrity...Get Me Out of Here! en enero de 2015. Fue eliminada en la competencia en febrero. En marzo del mismo año, Brant fue anunciada como parte del elenco de la obra Aladdin and His Wondrous Lamp, interpretando el papel de la Princesa Yasmina.

## Vida personal
Brant tiene un especial interés por el fitness.
Brant conoció a Barry Hall cuando grababa I'm a Celebrity...Get Me Out of Here! en Sudáfrica en 2015. La pareja comenzó a salir públicamente en noviembre de 2016. En mayo de 2017 anunciaron el nacimiento de su hijo, Miller Hall. Se casaron en una ceremonia íntima el 17 de febrero de 2021 (una semana antes del cumpleaños de Brant). La pareja ha tenido tres hijos más desde entonces, Houston (nacido en 2019), Samson (nacido en 2021) y Clay (nacido en 2024).

## Filmografía

### Cine
| Año  | Título                      | Papel        |
| ---- | --------------------------- | ------------ |
| 2013 | Hi-5 Some Kind of Wonderful | Presentadora |

### Televisión
| Año     | Título              | Papel         | Notas                    |
| ------- | ------------------- | ------------- | ------------------------ |
| 2007    | H2O: Just Add Water |               | 2.14: "Get Off My Tail"  |
| 2008    | The Strip           | Hannah        | 1.5: "Weight Loss Queen" |
| 2009–11 | Hi-5                | Presentadora  |                          |
| 2013    | Hi-5 House          | Presentadora  |                          |
| 2013    | The Great Gatsby    | Myrtle wilson |                          |